# Anna Lindahl
Anna Cecilia Eleonora Lindahl, född 24 mars 1904 i Stockholm, död där 17 februari 1952, var en svensk skådespelare.

## Biografi
Lindahl studerade vid Dramatens elevskola 1925–1928. Efter studierna engagerades hon vid Dramaten 1928–1931. Lindahl arbetade därefter vid Konserthusteatern och Vasateatern under Gösta Ekmans ledning 1931–1932, vid Lorensbergsteatern i Göteborg 1932–1934, vid Stadsteatern i Göteborg 1934–1936 och återvände därefter till Dramaten 1936. Från 1939 var Lindahl lärare vid Dramatens elevskola. 
Anna Lindahl var även från 1928 och fram till sin död engagerad vid radioteatern och gjorde flera uppsättningar där, hon gjorde senare även flera bokuppläsningar för Sveriges Radio. Hon filmdebuterade 1925 i Gustaf Molanders Ingmarsarvet, och kom att medverka i knappt 25 filmer.
Anna Lindahl är begravd på Skogskyrkogården i Stockholm.

## Filmografi
- 1925 – Ingmarsarvet
- 1929 – Hjärtats triumf
- 1932 – Kärleksexpressen
- 1934 – Sången om den eldröda blomman
- 1935 – Under falsk flagg
- 1938 – Vingar kring fyren
- 1938 – Kamrater i vapenrocken
- 1939 – Gläd dig i din ungdom
- 1939 – Filmen om Emelie Högqvist
- 1940 – Pinocchio (röst)[4]
- 1941 – Tänk, om jag gifter mig med prästen
- 1941 – En kvinna ombord
- 1942 – Gula kliniken
- 1943 – Ungt blod
- 1943 – Jag dräpte
- 1944 – Vändkorset
- 1945 – Moderskapets kval och lycka
- 1946 – Driver dagg faller regn
- 1946 – Kvinnor i väntrum
- 1947 – Skepp till Indialand
- 1948 – Intill helvetets portar
- 1949 – Lång-Lasse i Delsbo
- 1950 – Mamma gör revolution
- 1950 – Askungen (röst)

## Teater

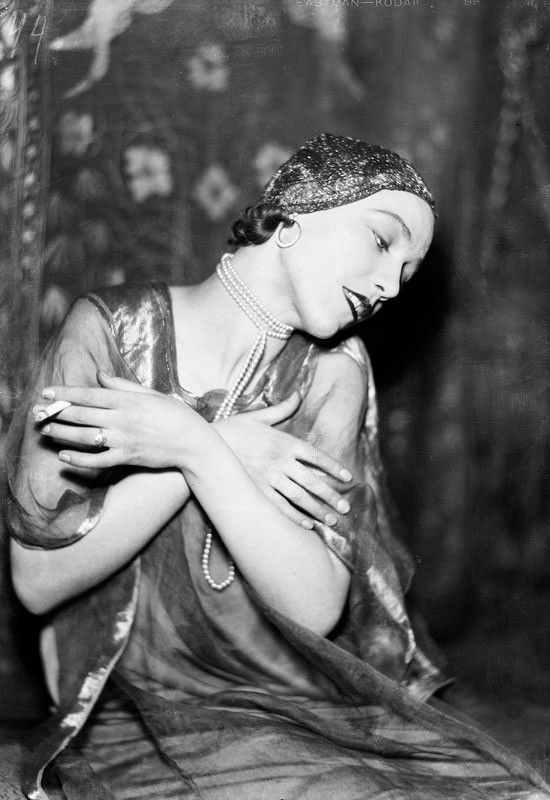
Anna Lindahl, fotograferad av Jan de Meyere

### Roller (ej komplett)
| År   | Roll                                                              | Produktion                                              | Regi              | Teater                |
| ---- | ----------------------------------------------------------------- | ------------------------------------------------------- | ----------------- | --------------------- |
| 1926 | Förste pagen                                                      | Sankta Johanna George Bernard Shaw                      | Gustaf Linden     | Dramaten              |
| 1927 | Madge                                                             | Doktor Mirakel Robert de Flers och Franois de Croisset  | Karl Hedberg      | Dramaten              |
| 1927 | Alice                                                             | Markisinnan Noel Coward                                 | Karl Hedberg      | Dramaten              |
| 1928 | Eva Berg                                                          | Hoppla, vi lever! Ernst Toller                          | Per Lindberg      | Dramaten              |
| 1928 | Lena                                                              | Försvarsadvokaten Ferenc Molnar                         | Karl Hedberg      | Dramaten              |
| 1929 | Jeanne de Verceil                                                 | Äventyret Gaston Arman de Caillavet och Robert de Flers | Karl Hedberg      | Dramaten              |
| 1929 | Eva                                                               | Ringen du gav mig Oscar Rydqvist                        | Per Lindberg      | Dramaten              |
| 1931 | Astrid                                                            | Swedenhielms Hjalmar Bergman                            | Gustaf Linden     | Dramaten              |
| 1931 | Ulla Tunberg                                                      | Thalias barn Tor Hedberg                                | Gustaf Linden     | Dramaten              |
| 1931 | Diana                                                             | Fadershjärtat W. Somerset Maugham                       | Alf Sjöberg       | Dramaten              |
| 1931 | Den lungsjuka flickan                                             | Skomakarkaptenen i Köpenick Carl Zuckmayer              | Per Lindberg      | Vasateatern           |
| 1931 | Blenda                                                            | Hans nåds testamente Hjalmar Bergman                    | Per Lindberg      | Vasateatern           |
| 1931 |                                                                   | Mammas förflutna Paul Osborn                            | Tollie Zellman    | Vasateatern           |
| 1931 |                                                                   | En japansk tragedi John Masefield                       | Per Lindberg      | Konserthusteatern     |
| 1932 | Kronprinsessan Josefina                                           | Den förste Bernadotte Herbert Grevenius                 | Per Lindberg      | Konserthusteatern     |
| 1935 |                                                                   | Tovaritch Jacques Deval                                 | Carlo Keil-Möller | Göteborgs stadsteater |
| 1936 | Donna Beatriz                                                     | Spökdamen Calderon de la Barca                          | Olof Molander     | Dramaten              |
| 1936 | Frida                                                             | Fridas visor Birger Sjöberg                             | Rune Carlsten     | Dramaten              |
| 1937 | Stina Treffenfeldt                                                | Skönhet Sigfrid Siwertz                                 | Alf Sjöberg       | Dramaten              |
| 1937 | Elin, Evas mor                                                    | Eva gör sin barnplikt Kjeld Abell                       | Rune Carlsten     | Dramaten              |
| 1937 | Beatrice Gwynne                                                   | En sån dag! Dodie Smith                                 | Rune Carlsten     | Dramaten              |
| 1938 | Miriam Aarons                                                     | Kvinnorna Clare Boothe Luce                             | Rune Carlsten     | Dramaten              |
| 1939 | Marie                                                             | Nederlaget Nordahl Grieg                                | Svend Gade        | Dramaten              |
| 1940 | Hero                                                              | Mycket väsen för ingenting William Shakespeare          | Alf Sjöberg       | Dramaten              |
| 1941 | Mary Murray                                                       | Gudarna le A.J. Cronin                                  | Carlo Keil-Möller | Dramaten              |
| 1942 | Astrid                                                            | Swedenhielms Hjalmar Bergman                            | Carlo Keil-Möller | Dramaten              |
| 1948 | Maria, Albertus hustru                                            | De vises sten Pär Lagerkvist                            | Alf Sjöberg       | Dramaten              |
| 1951 | Fru Libius, Henrikas mor Fru Libius som ung Lisen, Fyrings syster | Amorina Carl Jonas Love Almqvist                        | Alf Sjöberg       | Dramaten              |

## Radioteater
| År   | Roll       | Produktion                                  | Regi        |
| ---- | ---------- | ------------------------------------------- | ----------- |
| 1950 | Ida Dellin | En blomma till Ida Hans Hergin              | Lars Madsén |
| 1951 | Damen      | Hillman & Son: Matt med damen Folke Mellvig | Lars Madsén |